# Sonate pour piano de Berg
La Sonate pour piano d'Alban Berg (allemand : Klaviersonate), opus 1, a été publiée en 1910, mais la date exacte de sa composition est inconnue ; les sources suggèrent qu'elle a été écrite en 1909. La sonate de Berg est la seule œuvre pour piano qui a reçu un numéro d'opus.

## Histoire
Berg a d'abord étudié avec Arnold Schoenberg à l'automne 1904 : leçons d'harmonie et de contrepoint. Plus tard, pendant l'automne 1907, il entreprend avec Schoenberg des études de composition, s'achevant avec cette « thèse de fin d'étude » de l'allegro de sonate et de ses mouvements. Cinq brouillons de mouvements de sonate datent de cette période et l'on pense que l'opus 1 a suivi ces essais. La date exacte de composition est inconnue, mais bien que la seconde copie porte la date de 1908, les sources suggèrent que la sonate n'a pas été composée avant l'été 1909 (Scheideler, 2006). Berg a vingt-trois ou vingt-quatre ans.
La création de l'œuvre est donnée à Vienne le 24 avril 1911 par Etta Werndorff, avec d'autres œuvres de Berg (Quatuor à cordes opus 3) et d'Anton Webern. Le pianiste Léo-Pol Morin a interprété l'œuvre pour sa création parisienne en 1922.

## Composition et structure
La sonate n'est pas dans la forme classique typique en trois ou quatre  mouvements contrastés, mais se compose d'un unique mouvement centré autour de la tonalité de si mineur. Berg avait peut-être initialement prévu pour sa Sonate une œuvre en plusieurs mouvements de structure plus traditionnelle : un mouvement d'ouverture, suivi par un mouvement lent et un finale. Toutefois, pendant une longue période, il manquait d' idées pour alimenter ces autres mouvements. Berg se tourna vers Schoenberg, qui lui a fait remarquer que le manque d'inspiration signifiait qu'il avait dit tout ce qu'il y avait à dire. Suivant les conseils de Schoenberg, Berg a décidé de publier (à compte d'auteur à Berlin, 1910 chez Robert Lienau ; puis Universal) le mouvement fini, le laissant seul.
Bien que la pièce porte la tonalité de si mineur, Berg fait un usage fréquent du chromatisme, de la gamme par tons et errant entre les principales tonalités, ce qui donne une sensation d'instabilité tonale seulement résolue dans les dernières mesures. La structure de la pièce est traditionnelle de celle de la forme sonate, avec une exposition (avec reprise), développement et réexposition. Cependant, la composition repose aussi beaucoup sur l'idée de Arnold Schoenberg de la « variation développante », une technique pour assurer l'unité d'un morceau, en dérivant tous les aspects d'une composition à partir d'une seule idée musicale (« verticale comme horizontale »). Dans ce cas, une grande partie de la composition peut être retracée pour les deux thèmes de l'exposition. Par exemple la cellule génératrice composée des trois petites notes du début.

« L'œuvre communique un sentiment de plénitude et donne l'impression qu'elle est constituée d'une série de points culminants, suivis de moment de repos très soigneusement calibrés [...] »

— Glenn Gould
La durée d'exécution est d'environ dix à onze minutes (Glenn Gould 13 minutes et Idil Biret près de 17 minutes).

## Discographie
- Glenn Gould (1959, Sony) et 1973 pour la télévision, au sein de la The Glenn Gould Collection
- Maurizio Pollini (1993, Deutsche Grammophon) (OCLC 421861897)
- Claude Helffer (1970, Deutsche Grammophon)
- Alain Neveux (1990, Accord 200852) (OCLC 33231335)
- Peter Hill (22–25 novembre 1996, Naxos) (OCLC 42395290)
- Mitsuko Uchida (2000, Philips) (OCLC 46999131)
- Stephen Hough (12 octobre 2005, Hyperion) (OCLC 166425394)
- Hélène Grimaud (septembre 2010, Deutsche Grammophon 477 8766)
- Peter Donohoe (musicien) (2011, EMI Classics)